# Barbus afrohamiltoni
Barbus afrohamiltoni es una especie de peces de la familia de los Cyprinidae en el orden de los Cypriniformes.

## Morfología
Los machos pueden llegar alcanzar los 17,5 cm de longitud total.

## Hábitat
Es un pez de agua dulce.
Se encuentran en las cuencas de los ríos  Congo y Zambeze.